# Ženščina s kinžalom
Ženščina s kinžalom (Женщина с кинжалом) è un film del 1916 diretto da Jakov Aleksandrovič Protazanov.